# John Perkins (politico)
John Arthur Perkins (Gocup, 18 maggio 1878 – Manly, 13 luglio 1954) è stato un politico e giornalista australiano.
Ricevette la sua istruzione nelle scuole pubbliche di Tumut e Cooma. Fu membro del consiglio municipale di Cooma dal 1902 al 1909 e ricoprì anche l'incarico di sindaco per un certo periodo. Nel 1909 sposò Evelyn Mary Bray.
Perkins si candidò per l'Assemblea Legislativa del Nuovo Galles del Sud nell'elettorato di Monaro nel 1904 e nel 1907, senza successo tuttavia. Nel 1921 fu selezionato per la copertura del seggio rimasto vacante di Goulburn, rappresentando il Partito Nazionalista.
Nel gennaio del 1926 Perkins fu nominato vincitore nel seggio federale di Eden-Monaro ad un'elezione straordinaria. Perse il seggio nel 1929 nei confronti di John Cusack e lo riguadagnò poi nel 1931, vincendo le seguenti elezioni fino al 1943.